# Tsangyang Gyatso
Tsangyang Gyatso, (chino:仓央嘉措, tibetano: ཚངས་དབྱངས་རྒྱ་མཚོ, Wylie: Tshang dbyang Rgya mtsho), (Tawang, 1683–15 de noviembre de 1706), sexto dalái lama, era de ascendencia monba.

## Biografía
Nacido en el año 1683, era descendiente de Pema Lingpa y de una mujer monba de ascendencia real de un pueblo de Bekhar, Tsewang Lhamo.
Su vida está sujeta a varias leyendas ya desde su nacimiento e incluso el embarazo de Tsewang. Durante el primer mes de gestación, se dice que su madre vio como brotaba agua de un mortero donde descascaraba su recolecta del arrozal y que en una ocasión cuando bebió agua de un manantial cerca de su casa, empezó a salir leche, desde entonces se conoce ese lugar como Oma-Tsikang, agua de leche. 
Tsewang dio a luz a un niño al que llamó Sanje Tenzin, que según la leyenda no bebió la leche de su madre. Una vez por una infección empezaron a hinchársele los ojos y no podía abrirlos, se convocó a dos adivinos y le purificaron la herida llamándolo Ngawang Gyamtso. 
Sus familiares decían tenían sueños donde se les revelaba como alguien divino. Fue reconocido de niño en secreto y durante su infancia recibió una educación provinciana, hasta que se decidió revelar la muerte del quinto dalái lama.
Fue el único dalái lama que no quiso seguir la vía monástica. Dejó que su cabellera creciera, y frecuentaba las tabernas de Lhasa. Su comportamiento fue muy diferente al de las otras reencarnaciones, pues se caracterizaba por frecuentar las tabernas de Lhasa y tener muchas amantes. Escribió una gran cantidad de canciones y poemas románticos muy apreciados por los tibetanos, que lo consideran un maestro tántrico.
Sin embargo, para los mongoles, que habían apoyado su gobierno, su comportamiento les pareció inapropiado. Pensaron que se había elegido equivocadamente al dalái lama y que era falso. Lo tomaron prisionero y lo depusieron. Las condiciones de su muerte son un misterio, incluso en Tíbet circula la versión de que después de ser removido del cargo, fue enviado a Mongolia para vivir una vida misteriosa de 40 años más.

## Miscelánea
Tras el descubrimiento de una especie de mono en el bosque de Kameng Oriental, el gobierno hindú ha creado una zona protegida conocida como Tsangyang Gyatso Biosphere Reserve. 
Tsangyang Gyatso le sirvió de tema a cantantes new age como Dadawa en la canción "The Sixth Dalai Lama's Love Song".